# Maged Youssef
Maged Youssef, född 7 januari 1978, är en egyptisk bågskytt. Han deltog vid olympiska sommarspelen 2004 och olympiska sommarspelen 2008.